# لا بار-ديو

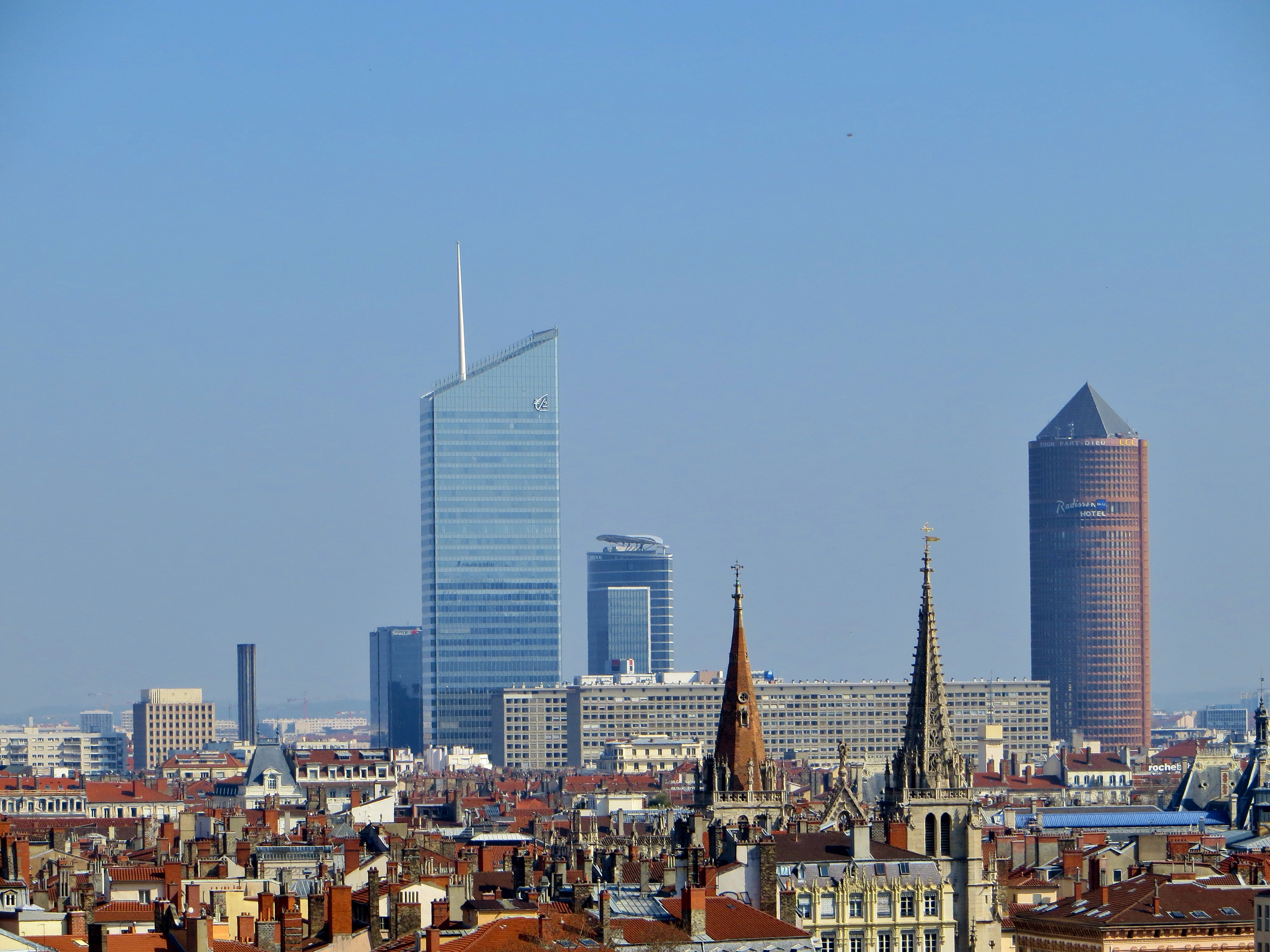
لا بار-ديو

لا بار-ديو هي منطقة تجارية تقع في المديرية الثالثة التابعة لمدينة ليون في فرنسا. تُعد لا بار-ديو ثاني أكبر منطقة تجارية في جميع أنحاء البلاد بعد لا ديفونس في العاصمة باريس. تبلغ مساحتها حوالي 1,600,000 متر مربع، وتوفّر أكثر من 40,000 وظيفة، كما تحتوي على أحد أكبر مراكز التسوق في جميع أنحاء قارة أوروبا.